# سقط جنین در ایالات متحده آمریکا

قانونی بودن درخواست برای سقط جنین در ایالت‌های آمریکا بسته به مدت آبستنی

سقط جنین در ایالات متحده آمریکا در هر منطقه این کشور تابع مقررات آن ایالت در مورد سقط جنین است. قانونی بودن آن ممکن است بسته به ایالت متغیر باشد و بسیاری از ایالت‌ها محدودیت‌های سفت و سختی بر سقط جنین وضع کرده‌اند که دسترسی به این عمل‌ها را تقریباً غیرممکن یا برای مثال در اکلاهما کاملاً غیرممکن می‌کند. سقط جنین در جنگ فرهنگی، سیاست و جامعه آمریکا موضوعی بسیار مجادله برانگیز و تفرقه انگیز است و قوانین ضد سقط جنین اقلاً از سال ۱۹۰۰ در هر یک از ایالات اجرایی بوده‌اند. از سال حزب جمهوری‌خواه عموماً خواستار محدودسازی دسترسی به سقط جنین بر اساس مرحله بارداری یا جرم انگاری سقط جنین بوده، در حالی که حزب دموکرات عموماً از دسترسی به سقط جنین دفاع کرده و دستیابی به پیشگیری از بارداری را تسهیل کرده.
در ایالات متحده آمریکا سقط جنین از ۲۲ ژانویه ۱۹۷۳ تحت عنوان «رو اند وید» توسط دادگاه مطلقه، قانونی اعلام شد. بسیاری از مردم آمریکا بر این باور هستند که در قانونی بودن این کار باید تجدید نظر شود و هنوز این گروه از مردم نسبت به قانونی بودن آن معترض هستند. منتقدین سقط جنین این کار را خارج از اصول اخلاقی می‌دانند. در مورد آزادی سقط جنین مردم آمریکا به دو دسته تقسیم می‌شوند، گروهی اختیار سقط جنین را حق مادر می‌دانند و عده‌ای معتقد هستند انسانی که متولد نشده‌است و به صورت جنین است حق زندگی دارد و سقط جنین یک نوع قتل محسوب می‌شود.
در سال ۲۰۲۲, رو در برابر وید رسماً لغو شد، و به حقوق فدرال سقط جنین پایان داده شد و به هر یک از ایالات اجازه داده شده دوباره مقررات خود را بر سقط جنین وضع کند.
بازیگران اصلی در مباحثه سقط جنین اغلب خود را به عنوان "جنبش حامی انتخاب" چارچوب‌بندی می‌کنند، و بر این باورند که یک زن محق به انتخاب است که آیا می‌خواهد به بارداری خود ادامه دهد یا نه، و در مقابل "جنبش حامی زندگی " معتقد است که جنین حق زندگی دارد، گرچه بیشتر آمریکاییان با برخی از مواضع هر یک از دو طرف موافقند. حمایت از سقط جنین پس از حکم رو در برابر وید در آمریکا تدریجاً افزایش یافت، اما در دهه ۲۰۱۰ پایدار شد.

## آمار
از آنجا که گزارش کردن سقط جنین‌ها الزامی نیست، قابلیت اطمینان آمارها متغیر است. مرکز کنترل و پیشگیری بیماری (سی‌دی‌سی) و مؤسسه گوتماکر به‌طور مرتب این آمارها را جمع‌آوری می‌کنند.